# Памятник генералу Апанасенко (Белгород)
Памятник генералу Апанасенко — скульптурный монумент советскому военачальнику, генералу армии Иосифу Апанасенко. Расположен в Белгороде на Вокзальной площади. Памятник был создан в 1949 году по проекту скульптора Николая Томского. Является объектом культурного наследия федерального значения.

## История
Генерал армии Иосиф Апанасенко 5 августа 1943 года погиб в бою под Томаровкой. Для погребения и прощания тело генерала было доставлено в Белгород. Похоронен 7 августа 1943 года в отдельной могиле в сквере на площади Революции. Однако через несколько дней была проведена эксгумация и согласно завещанию тело военачальника доставлено в Ставрополь, где и захоронено. На месте бывшей могилы в Белгороде был установлен памятный знак в память об Иосифе Родионовиче.
Согласно постановлению СНК № 898 от 10 августа 1943 года были проведены мероприятия по увековечиванию памяти Апанасенко. Первый памятник на площади размещался более 10 лет, и не сразу был убран после сооружения монументальной композиции. Только в 1956 году его демонтировали.

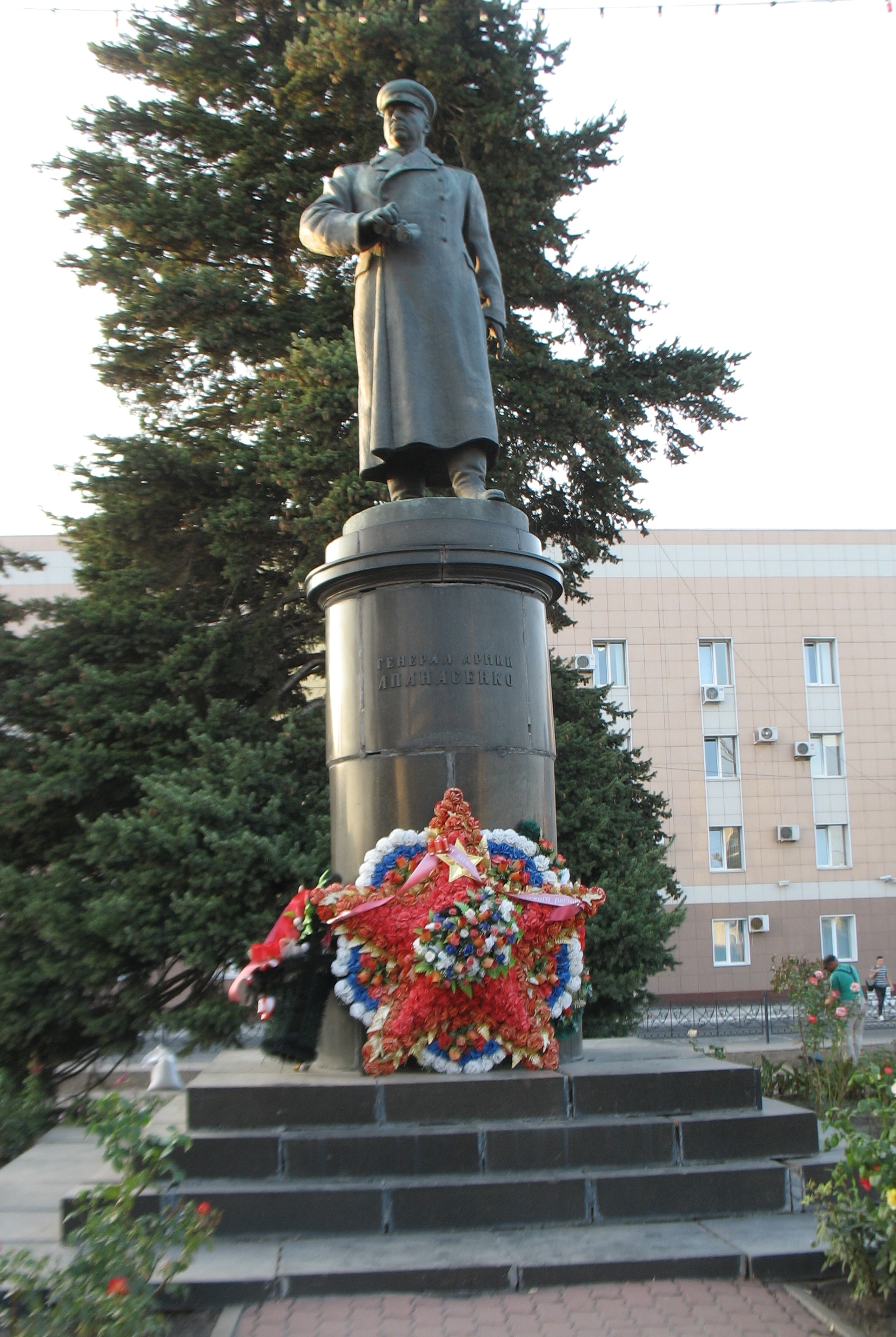
Общий вид памятника

В 1947 году началась реализация проекта по реконструкции Вокзальной площади Белгорода, где планировалось установить монумент. Заказчиком выступило Министерство обороны.  В Белгороде это первая установленная скульптура, которая была посвящена военной тематике. Она была изготовлена на год раньше, чем произведена реконструкция площади и комплекса зданий вокзала. Пока продолжалось строительство, около памятника был организован пост отряда ВОХР. 4 ноября 1949 года состоялось торжественное открытие памятника, на котором присутствовала вдова и сын генерала.
За это произведение монументального искусства скульптор Николай Васильевич Томский получил Сталинскую премию в 1950 году. Постановлением совмина РСФСР № 1327 от 30 августа 1960 года монумент поставлен под охрану как памятник искусства республиканского значения.

## Описание
Монумент расположен в центре Вокзальной площади Белгорода, напротив входа в здание вокзала. Отбортирован цветником в форме круга диаметром 20 метров.
Общая высота памятника над рельефом составляет 6 метров. Фигура отлита из бронзы, в полный рост, высотой 3 метра.  Издали фигура на постаменте имеет схожесть с Иосифом Сталиным. Постамент цилиндрический, каменный, облицован чёрным мрамором, высотой 2,3 метра, диаметр вершины — 1,3 метра. Стилобат квадратный, четырёхступенчатый, внешняя сторона 6 метров. Фасад ориентирован на юго-восток.
Площадка вокруг монумента благоустроена, оборудована элементами малых архитектурных форм, декоративными фонарями, имеется собственная ночная подсветка.

## В культуре[5]
Поэт-фронтовик Владимир Иванович Федоров в стихотворении «Освобождение» рисует по памятнику воображаемый образ генерала.